# توپیکا ۵۴۴۳۹
سیارک ۵۴۴۳۹ (به انگلیسی: 54439 Topeka، نامگذاری:2000MG3) پنجاه و چهار هزار و چهارصد و سی و نهمین سیارک کشف شده‌است که در ۲۹ ژوئن ۲۰۰۰ کشف شد.